# Кобзарев, Юрий Борисович
Ю́рий Бори́сович Ко́бзарев (1905—1992) — советский учёный в области радиотехники и радиофизики, один из основоположников радиолокации в СССР. Академик АН СССР (1970; член-корреспондент с 1953). Член-корреспондент Академии артиллерийских наук (14.04.1947), Герой Социалистического Труда (1975). Лауреат Сталинской премии второй степени (1941).

## Биография
Родился 25 ноября (8 декабря) 1905 года в Воронеже. С декабря 1924 года по ноябрь 1925 года — ассистент кафедры физики Харьковского химико-фармацевтического техникума. В 1926 году окончил Харьковский институт народного образования (ныне — Харьковский университет). С февраля 1926 года по март 1935 года — старший научный сотрудник отдела коротких волн Ленинградского электрофизического института и по совместительству в ноябре 1930 — мае 1937 г. — консультант Центральной радиолаборатории им. Коминтерна в Ленинграде. Одновременно вёл педагогическую работу: в октябре 1928 — ноябре 1940 г. — ассистент, заведующий лабораторией, доцент Ленинградского политехнического института; в феврале 1933 — феврале 1935 г. и в сентябре 1939 — октябре 1940 г. — преподаватель Военной электротехнической академии им. С. М. Будённого. В марте 1935 — июле 1943 г. — заведующий лабораторией Ленинградского физико-технического института АН СССР.
Под его руководством были разработаны и внедрены в производство и эксплуатацию первая радиолокационная станция дальнего обнаружения самолётов (радиоулавливатель самолётов РУС-2) «Редут», передвижной вариант РЛС «Пегматит» и ряд последующих РЛС. В 1941 году был награждён Сталинской премией за создание первого в СССР импульсного радиолокатора.
В августе 1943 — августе 1949 г. — начальник научного отдела Совета (Комитета) по радиолокации при Государственном комитете обороны (Совете министров СССР). Степень доктора технических наук и звание профессора ему были присвоены Высшей аттестационной комиссией в 1949 году по совокупности научных работ без защиты диссертации. В августе 1949 — октябре 1956 г. — начальник лаборатории, а в октябре 1956 -январе 1960 г. — начальник отдела НИИ-244 Министерства радиотехнической промышленности. По совместительству в феврале 1944 — феврале 1955 г. — заведующий кафедрой радиолокации Московского энергетического института. С апреля 1955 г. — заведующий лабораторией приёма и регистрации, а с января 1968 г. — заведующий отделом Института радиотехники и электроники АН СССР. С апреля 1988 г. — советник при дирекции Института радиотехники и электроники АН СССР (РАН).
Умер 25 апреля 1992 года в Москве. Похоронен в Дарьино (Одинцовский район).

## Научная деятельность
Один из основоположников отечественной радиолокации, руководитель первых работ по импульсной радиолокации. Основатель квазилинейного метода в теоретической радиофизике и анализе колебательных систем. Создатель схемы кварцевого генератора. Научный руководитель создания первой отечественной радиотехнической установки для обнаружения кораблей и самолётов. Провёл большие исследования в области радиолокации и повышения помехоустойчивости радиотехнических устройств. Автор более 50 научных работ и 14 изобретений. Труды посвящены статистической радиотехнике, теории колебаний, импульсным методам радиолокации, исследованию атмосферных радиопомех, теории обнаружения сигналов, радиофизическим методам исследования объектов и сред по их собственному излучению. В годы войны работал над совершенствованием радиолокационных станций. Разработал методы количественного изучения атмосферных помех как широкополосных колебаний. Руководил работами по освоению диапазона сверхдлинных волн. Его работы легли в основу создания когерентно-импульсных РЛС с защитой от пассивных помех («Тропа — П-15»). Ю. Б. Кобзаревым была разработана теория построения РЛС, способных обнаруживать объекты на большой дальности за линией горизонта — НИР «Горизонт».
Ю. Б. Кобзарев был председателем экспертной комиссии ВАК, председателем и членом учёных советов ряда НИИ, председателем секции экспертного совета Госкомитета СССР по делам изобретений и открытий, членом экспертного совета Госкомитета по Ленинским и Государственным премиям, был председателем Научного совета АН СССР по комплексной проблеме «Статистическая радиофизика», был одним из создателем журнала «Радиотехника и электроника».

### Труды
- Ю. Б. Кобзарев «Параметры пьезо-кварцевых резонаторов», «Журнал прикладной физики», 1929, т. 6, в. 2;
- Ю. Б. Кобзарев «О квазилинейном методе трактовки явлений в генераторе почти синусоидальных колебаний», «Журнал технической физики», 1935. т. 5, в. 2.
- Об эффективности алгоритмов поиска, основанных на методе пробных шагов управляемой деятельности // Радиотехника и электроника. Т. 6. Вып. 9. 1961. С. 1411—1419 (соавтор Башаринов А. Е.).
- Пространственно-временная обработка сигналов и учёт влияния среды их распространения. Харьков: ХАИ, 1980. 112 с. (отв. редактор);
- Исследование естественных случайных радиополей в диапазонах КНЧ, СНЧ и ОНЧ: Сборник трудов. М.: ИРЭ, 1985. 202 с. (редактор);
- Минц Александр Львович: Избранные труды: Статьи, выступления, воспоминания. М.: Наука, 1987. 237 с. (отв. редактор);
- «Современная радиолокация (анализ, расчёт и проектирование систем)» : пер. с англ. / Ред. Ю. Б. Кобзарев. — М. : Советское радио, 1969 . — 704 с.
- Ю. Б. Кобзарев. Создание отечественной радиолокации: научные труды, мемуары, воспоминания. — М.: Наука, 2007. — (Памятники отечественной науки. XX век). — ISBN 978-5-02-035771-6

## Награды
- Герой Социалистического Труда (4 декабря 1975)
- четыре ордена Ленина (26 августа 1952, 28 декабря 1965, 4 декабря 1975, 14 января 1985)[5]
- медали
- Сталинская премия II степени (14 марта 1941) — за изобретение прибора для обнаружения самолётов
- Золотая медаль имени А. С. Попова (1980)

## Семья
- Жена (с 1930 года) — физик Берта Яковлевна Маркович (1909—2002)[6].
  - Сын — Игорь Кобзарев (1932—1991) — физик, доктор физико-математических наук.
  - Сын — Геннадий Кобзарев (род. 1938) — кандидат технических наук.
  - Дочь — Татьяна Кобзарева (род. 1946) — лингвист, кандидат филологических наук.[источник не указан 3488 дней]